# Jehan Lagadeuc
Jehan Lagadeuc (* im 15. Jahrhundert im Manoir de Mézédern bei Plougonven; † im 15.  Jahrhundert) war ein bretonischer Philologe, Romanist, Keltologe und Lexikograf.

## Leben und Werk
Lagadeuc war Priester in der Diözese Tréguier. In Kenntnis des Catholicon des Johannes Balbi von Genua (eines alphabetisch geordneten lateinischen Wörterbuchs) verfasste Lagadeuc 1464 (erschienen 1499) ein dreisprachiges Wörterbuch Bretonisch-Französisch-Latein und nannte es Catholicon. Es gehört zu den allerersten alphabetischen Wörterbüchern einer modernen Sprache, diente aber vor allem dem Lateinlernen (und in zweiter Linie dem Französischlernen) bretonischer Priester. Das Catholicon erschien in drei Auflagen und wurde bis in die neueste Zeit mehrfach nachgedruckt.

## Handschrift und Ausgaben desCatholicon
- Catholicon en troys langaiges (1464), Paris BN : lat. 7656 (Handschrift)
- Catholicon en troys langaiges Scavoir est breton franczoys et latin selon lordre de la b.c.d etc., Trégiuer 1499 (Verleger: Jean Calvez)
  - Le Catholicon de Jehan Lagadeuc. Dictionnaire breton, français et latin, hrsg. von René François Le Men, Lorient 1867
  - Le catholicon. Dictionnaire breton-latin-français, hrsg. von Christian Joseph Guyonvarc’h, Rennes 1975, Brest 2005
  - Le Catholicon armoricain, hrsg. von Jean Feutren, Mayenne 1977
- Dictionarius britonum continens tria ydiomata: videlicet Britannicum secundum ordinem litterarum alphabeti : Gallicum et Latinum superaddita, ohne Ort, ohne Jahr (Verleger: Johen Corre)
- Catholicon artificialis dictionarius triphariam partibus: Britonnice scilicet Gallice et Latine, Paris 1521 (Verleger : Yuone Quilleuere)